# Willi Marx

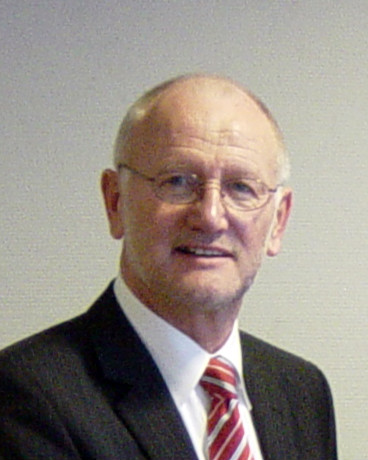
Willi Marx, 2009

Willi Marx (* 3. Juni 1947 in Holzburg) ist ein deutscher Politiker (SPD) und ehemaliger Landrat des Landkreises Gießen.

## Leben und Beruf
Nach dem Besuch der Volksschule in Holzburg und der höheren Handelsschule in Alsfeld absolvierte er eine Ausbildung in der hessischen Steuerverwaltung an den Finanzämtern Alsfeld und Gießen, der Stadtverwaltung Sprendlingen und der Verwaltungsfachhochschule Frankfurt am Main. Anschließend studierte er an der Hessischen Finanzschule in Rotenburg an der Fulda.
Nach Abschluss des Studiums war er Sachbearbeiter im Finanzamt Langen und Amtsleiter in den Städten Sprendlingen und Dreieich, die alle im Landkreis Offenbach liegen.

## Partei
Marx trat 1966 in die SPD ein. Von 1977 bis 1985 war er Mitglied im SPD-Stadtverbandsvorstand in der Stadt Dreieich.

## Öffentliche Ämter
Von 1981 bis 1985 gehörte Marx dem Verbandstag des Umlandverbandes Frankfurt (UVF) an. 1985 war er für kurze Zeit Mitglied des Kreistages des Landkreises Offenbach. 1985 bis 1997 war er Bürgermeister der Gemeinde Heuchelheim, 1997 für wenige Monate SPD-Fraktionsvorsitzender im Kreistag des Landkreises Gießen. Ab 1998 war er Landrat des Landkreises Gießen. Er wurde zuletzt im Juli 2003 mit 60,0 % der Stimmen im 1. Wahlgang einer Direktwahl als Landrat wiedergewählt. Bei der Landratswahl 2009 trat Marx aus Alters- und Gesundheitsgründen nicht mehr an. Seine Amtszeit endete im Januar 2010.
Neben seiner Funktion als Landrat übte er weitere Gremienfunktionen aus.